# Gabriel Iglesias
Gabriel Jesus Iglesias (n. 15 iulie 1976, San Diego, California, SUA), cunoscut ca Fluffy, este un actor, comedian, scriitor, producător și actor de voce. El este cunoscut pentru I'm Not Fat… I'm Fluffy și Hot & Fluffy.

## Legături externe
- Site web oficial
- Gabriel Iglesias la Internet Movie Database